# Kim Hyeong-kyu
Kim Hyeong-kyu (* 13. Juni 1992 in Masan, Südkorea) ist ein südkoreanischer Boxer im Schwergewicht. Er ist rund 1,88 m groß, Linksausleger und begann 2006 mit dem Boxsport.

## Karriere
Seine ersten Erfolge waren der Gewinn der Goldmedaille bei den südkoreanischen Jugendmeisterschaften 2010 sowie einer Bronze- und einer Silbermedaille bei internationalen Turnieren 2011 in China und Russland. Bei den Asienmeisterschaften 2011 gewann er ebenfalls die Goldmedaille im Halbschwergewicht, nachdem er im Finale den Chinesen Meng Fanlong bezwungen hatte. Bei den Weltmeisterschaften 2011 in Baku unterlag er im ersten Kampf gegen den späteren Vizeweltmeister Ädilbek Nijasymbetow.
2012 gewann er Bronze beim Turnier Strandja Memorial in Bulgarien und startete bei der asiatischen Olympiaqualifikation 2012, wo er im Viertelfinale gegen Sumit Sangwan ausschied. Bei der Sommer-Universiade 2013 in Russland erreichte er einen fünften Platz nach einer Niederlage gegen Oleksandr Hwosdyk. Bei den Weltmeisterschaften 2013 in Almaty unterlag er im zweiten Kampf gegen Sjarhej Nowikau.
2014 gewann er das Turnier China Open in Guiyang und besiegte dabei Navruz Jafoyev, Shi Guojun, Ehsan Rouzbahani und Tursynbay Kulakhmet. Er nahm daraufhin an den Asienspielen 2014 teil und gewann die Silbermedaille im Halbschwergewicht, nachdem er im Finale mit 1:2 gegen Ädilbek Nijasymbetow unterlegen war. Zuvor hatte er Arslanbek Açilow und Oybek Mamazulunov besiegt.
Bei den Asienmeisterschaften 2015 wurde er im Halbfinale gegen Elshod Rasulov disqualifiziert und schied daher mit einer Bronzemedaille im Halbschwergewicht aus. Bei den Weltmeisterschaften 2015 in Doha unterlag er dann im ersten Kampf gegen Joshua Buatsi.
Bei der asiatischen Olympiaqualifikation 2016 boxte er bereits im Schwergewicht und schied im Achtelfinale gegen Yu Fengkai aus. Auch beim Welt-Olympiaqualifikationsturnier 2016 in Baku unterlag er im Achtelfinale gegen Abdeljalil Abouhamada.
Bei den Asienmeisterschaften 2017 verlor er im ersten Kampf gegen Sanjar Tursunov. 2019 gewann er die Goldmedaille im Schwergewicht bei den Asienmeisterschaften, wobei er diesmal im Finale Sanjar Tursunov bezwang. Im Halbfinale hatte er Wassili Lewit besiegt.
Bei der asiatischen Olympiaqualifikation 2020 in Amman verlor er im ersten Kampf gegen Hussein Iashaish und bei den Weltmeisterschaften 2021 in Belgrad gegen Keno Machado.